# Hexatoma (Eriocera) pusilloides
Hexatoma (Eriocera) pusilloides is een tweevleugelige uit de familie steltmuggen (Limoniidae). De soort komt voor in het Afrotropisch gebied.